# Valerij Popovič
Valerij Aleksandrovič Popovič, noto in Finlandia come Valeri Popovitš (in russo Валерий Александрович Попович?; Gor'kij, 18 maggio 1970), è un allenatore di calcio ed ex calciatore russo, di ruolo attaccante.
Anche i suoi figli Sasha e Anton sono calciatori.

## Carriera

### Giocatore

#### Club
Inizia la carriera agonistica nel Chimik Dzeržinsk, per poi passare nel 1987 al Lokomotiv Gor'kij. Nel 1988 passa al CSKA Mosca, società che lascerà due anni dopo per giocare in un'altra compaggine moscovita, lo Spartak.
Nel 1992 si trasferisce in Finlandia, nel TPV Tampere, società che lascerà nel 1994 per giocare con l'Ilves. Nel 1994 passa all'Haka, società in cui militerà sino al 2008, esclusi brevi prestiti ai danesi dell'Ikast nel 1995-1996 ed agli olandesi dell'Heerenveen nel 1999-2000. Con l'Haka ha vinto 5 campionati e tre coppe nazionali.
Nel 2009 passa al HJK, con cui vince il suo sesto campionato, e l'anno seguente ritorna all'Ilves, ove riveste il ruolo di giocatore-allenatore, terminandovi la carriera agonistica nel 2012.
Popovič è il quinto marcatore assoluto del massimo campionato finlandese di calcio con 166 reti.

#### Nazionale
Popovič ha vestito la maglia della nazionale Under-20 di calcio dell'Unione Sovietica nei mondiali di categoria del 1989, giungendo con i suoi ai quarti di finale, persi contro i pari età della Nigeria.

### Allenatore
Dopo aver rivestito il ruolo di giocatore-allenatore nell'Ilves, diviene nel 2012 allenatore delle giovanili dell'Haka.

## Palmarès

### Giocatore

#### Club
- Campionato finlandese: 6

Haka: 1995, 1998, 1999, 2000, 2004
HJK: 2009
- Coppa di Finlandia: 3

Haka: 1997, 2002, 2005

#### Individuale
- Capocannoniere del campionato finlandese: 2

1995 (21 reti), 1999 (23 reti)